# Biennale d'Autriche de light art 2010

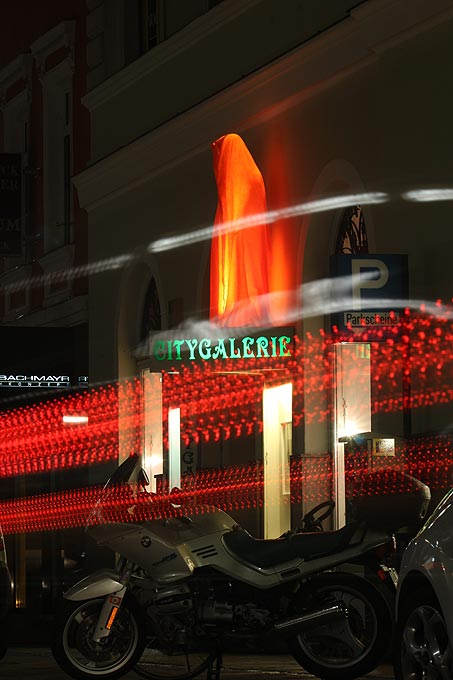
Manfred Kielnhofer, Gardien de la Lumière, dans une galerie de Linz

La biennale d'Autriche de light art 2010 (Biennale für Lichtkunst Austria 2010) est la première biennale de light art en Autriche. Environ soixante artistes de vingt-et-un pays et de quatre continents y ont participé.

## Déroulement
La biennale d'Autriche de light art 2010 est une création des artistes Martina Schettina et Manfred Kielnhofer inspirée par le festival RUHR.2010 en Allemagne.
La biennale d'Autriche de light art 2010 est une biennale non commerciale de projets artistiques lumineux et la première biennale de light art qui a lieu en Autriche. Y participent des artistes spécialisées dans le light art et d'autres dans d'autres genres qui font ici leur première expérience. La biennale 2010 a pour slogan "des lumières privées dans des espaces publics". Cette biennale commence le 1er septembre et se déroule sur tout l'automne. L'événement est organisé par la galerie Artpark de Linz, conseillé par Peet Thomsen. La sélection artistique est faite par un jury présidée par l'Espagnole Laura Plana Gracia.
La biennale d'Autriche de light art 2010 est pris en charge par les services culturels des Lander de Haute-Autriche et de Basse-Autriche, de la ville de Linz et des partenaires privés.
Le coup d'envoi est donné le 1er septembre à Linz et le 4 à Perchtoldsdorf. La biennale d'Autriche de light art 2010 se déroule du premier week-end de septembre à la mi-décembre. L'événement final a lieu à Vienne. La documentation de la Biennale est un blog, un site Internet et un catalogue.

## Participants
- Norbert Francis Attard (de) (Malte/DE)
- Carlo Bernardini (IT)
- Juanli Carrión (ES)
- Stanley Casselman (USA)
- Sarawut Chutiwongpeti (Thaïlande)
- Fabrizio Corneli (IT)
- Barbara Doser (de) (AT)
- Titia Ex (nl) (NL)
- Heidulf Gerngross(AT)
- Hofstetter Kurt (de) (AT)
- Hideo Iwasaki (JP)
- Manfred Kielnhofer (AT)
- Manfred Koutek (de) (AT)
- Thorbjørn Lausten (de) (DK)
- Éric Michel (FR)
- Alexandre Murucci (de) (BRA)
- Joaquin Gasgonia Palencia (PH)
- Erwin Redl (de)(AT/USA)
- Peter Sandbichler (AT)
- Martina Schettina (AT)
- Reto Schölly (CH/DE)
- Manabu Shimada (JP/UK)
- Phil Stearns (USA)
- Rob Voerman (nl) (NL)
- Patrice Warrener (FR)
- Karina Wellmer-Schnell (DE)
- Mounty R. P. Zentara (AT)

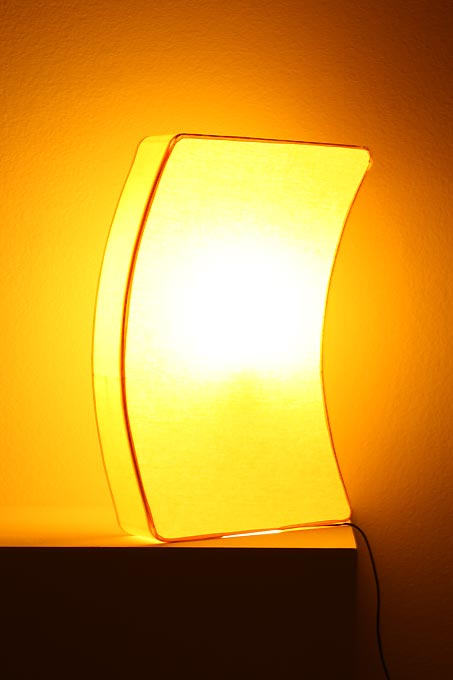
Heidulf Gerngross, Lampe archiquantique, création de 2010

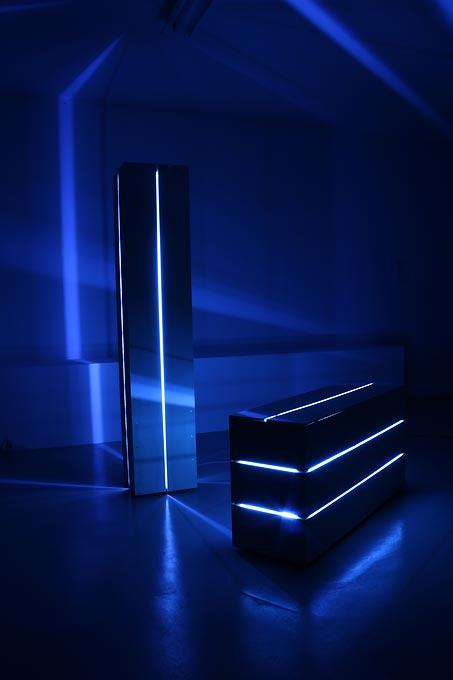
Œuvre de Mounty R. P. Zentara.

- Pomodoro Bolzano (= Max D. Well, Christian Wittkowsky, Andreas Müller et Detlef Thomas) (DE)
- Two People one work (= Mounty R. P. Zentara et Karin Sulimma) (AT)